# 우다오커우역
우다오커우역(五道口站)은 베이징 하이뎬구에 위치한 베이징 지하철 13호선의 역이다. 역 번호는 1304이며, 2002년 9월에 개장했다. 역명은 동명의 철도 건널목(초기 몇년 동안 징바오 철로의 시즈먼 기차역에 북쪽으로 이름이 매겨진 교차점이 있음)의 이름을 땄다.

## 위치
우다오커우 역은 청푸로(成府路)와 징바오 철로의 교차점에 위치하며, 역은 이 서쪽에 있다. 청푸로(동서방향) 및 허칭로-차이징동로(대략 남북방향)의 동쪽으로 청푸 로의 건너편이다.

## 구조
역은 고가로 설계되었으며, 청푸로를 건너며, 승강장 아래의 도로 양쪽에 있다. 대합실은 역의 두 끝에 있으며, 도로의 양쪽에 있는 승객은 길을 건너지 않고 역에서 직접 오갈수 있다. 역 건물의 정면은 수평을 이루며, 강철 구조 캐노피는 높고 낮은 기복으로 이루어진 곡선으로, 아치형 강철 프레임에 추가된다.

### 역 구조
| 지상 2층 | 상대식 승강장, 오른쪽 출입문이 열림 | 상대식 승강장, 오른쪽 출입문이 열림                               |
| 지상 2층 | 서행 승강장                         | ← ■ 13호선 시즈먼 방면 (즈춘루)                                   |
| 지상 2층 | 동행 승강장                         | ■ 13호선 둥즈먼 방면 (상디) →                                     |
| 지상 2층 | 상대식 승강장, 오른쪽 출입문이 열림 |                                                                   |
| 지면     | 대합실                              | 출구, 환승통로, 매표소, 티켓 자동판매기, 이카통(一卡通)충전, 退卡 |

### 출구

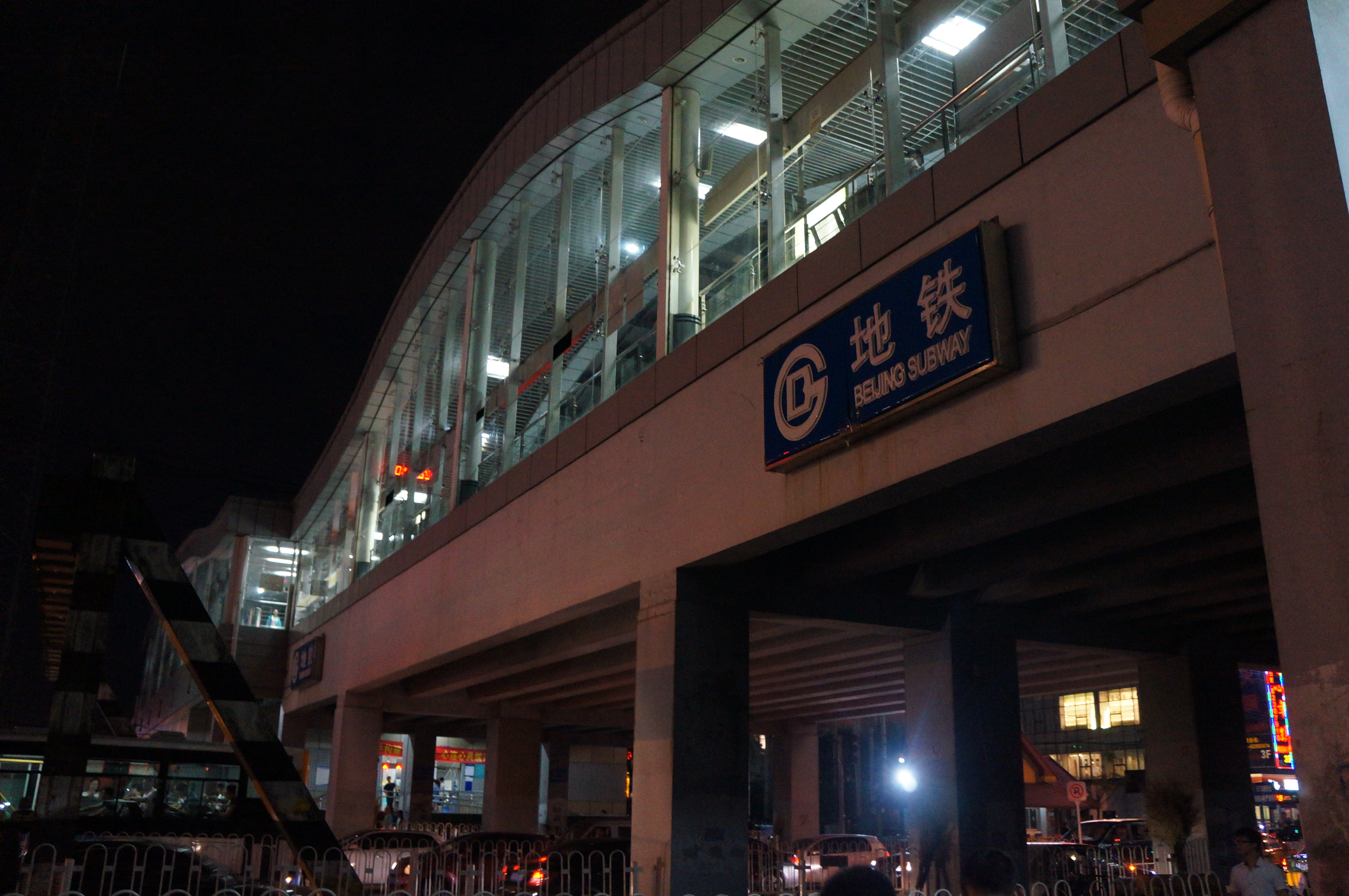
우다오커우 역 대합실

본 역이는 2개의 출구가 있다. : A(서북), B(서남)
| 출구                                         | 출구 인근 |
| -------------------------------------------- | --- |
| 出口 · A                                     | 청푸로(成府路, 북쪽), 둥위안 빌딩(东源大厦), 칭화 대학 우다오커우 금융학원(清华大学五道口金融学院), 둥성 빌딩(东升大厦), 베이징 어언대학(北京語言大学) |
| 出口 · B                                     | 청푸로(남쪽), 화칭자위안(华清嘉园), 우다오커우 쇼핑 센터(五道口购物中心), 우다오커우자위안(五道口嘉园), 중국지질대학(中国地质大学(北京))               |
| 아이콘 설명: 시각 장애인 안내 경로 \| 경사로 | |

## 사진첩
- 우다오커우 역 승강장
- 우다오커우 역명판
- 승강장 (시즈먼 행)

## 인접역
| 베이징 지하철 13호선 | 베이징 지하철 13호선   | 베이징 지하철 13호선 |
| -------------------- | ---------------------- | -------------------- |
| 즈춘루 시즈먼 방면   | ■ 베이징 지하철 13호선 | 상디 둥즈먼 방면     |